# نافذة متجر الحياة
نافذة متجر الحياة هو فيلم درامي أميركي صامت صدر عام 1914 من إخراج جوردون إدواردز وبطولة كلير ويتني وستيوارت هولمز. إنه فيلم يتكيف مع رواية 1907 التي تحمل نفس الاسم من قبل آني صوفي كوري. يصور الفيلم قصة الطفلة الإنجليزية يديا ويلتون (ويتني) وزوجها بيرنارد تشيتوين (هولمز). على الرغم من أن زواج ويلتون شرعي، فقد تم إجراؤه سراً، وهي متهمة بإنجاب طفل خارج إطار الزواج. اضطرت لمغادرة إنجلترا، توحيد مع زوجها في ولاية أريزونا. هناك، تُغريها الخيانة بمعارفها القديم، يوستاس بيلهام، قبل أن ترى خطأ طرقها وتعود إلى عائلتها.
كان نافذة متجر الحياة أول فيلم يتم إنتاجه، بدلاً من توزيعه ببساطة، من قبل شركة ويليام فوكسز بوكس أوفيس بارتنرز، الشركة السابقة لشركة فوكس فيلم. ووافق العديد من المراجعين على معالجة الفيلم لمسألة الرواية، على الرغم من اختلاف الآراء حول جودة الفيلم نفسه. أثبتت شعبية كبيرة عند إصداره الأولي في نيويورك، وتم استخدام هذا النجاح للإعلان عن الفيلم في مكان آخر. مثل العديد من أعمال فوكس الأولى، من المحتمل أن يكون قد خسر في نيران الثعلب عام 1937.

## حبكة
بيرنارد تشيتوين هو ملاذ في مزرعة جون أندرسون في إنجلترا. هو لا يتأثر من قبل ابنة أندرسون المدللة بيلا، لكنه ينجذب إلى خادمهم الأيتام، ليديا ويلتون. تخبره بأحلامها عن حياة أكثر سعادة، وتقع في الحب. ويلتون ويلتقي أيضا مع يوستاس بيلهام، الذي يعرّفها على فلسفته «نافذة متجر الحياة»: أن العديد من الناس يتخذون قرارات الحياة على أسس سطحية بحتة. تشيتوين يتزوج ويلتون في حفل سري.
ينوي تشيتوين إنشاء مزرعة لدعم عائلته الجديدة، ويغادر الريف الإنجليزي إلى أريزونا. قلق حول مخاطر الأراضي الحدودية، يسافر دون زوجته المتزوجة حديثا، يعتزم إرسالها لها في وقت لاحق. عندما تلد طفلة تشيتوين، ترفض زوجة أندرسون قبول أدلة زواجها، وتطردها من المزرعة لإنجاب طفل خارج إطار الزواج. تأخذ الطفلة معها إلى أريزونا وتجتمع مع تشيتوين في مزرعته.
تستهلك متطلبات إدارة المزرعة كل وقت تشيتوين، تاركة ويلتون تشعر بالإهمال وغير المحبوبة. في يوم من الأيام، أصيب مسافر بالقرب من المزرعة، التي تعترف بها باسم بيلهام. بيلهام محاكمها، والاستفادة من وحدتها. على الرغم من أنها تعترف أنها لا تحبه، فإنه يقنعها بالتخلي عن عائلتها والفرار معه. بينما تستعد للرحيل، تواجهها ستارلايت، امرأة هندية تعمل كخادمة في المزرعة، والتي تذكر ويلتون باحتياجات طفلها. هي تنفجر بيلهام وتعود إلى عائلتها. في نهاية المطاف، تسامحها شيتوين وتكرس المزيد من وقته لها. قد يكون بيلهام قد قُتل على يد ستارلايت، على الرغم من أن مصيره النهائي أصبح غير واضح.

## روابط خارجية
- نافذة متجر الحياة على موقع IMDb (الإنجليزية)
- نافذة متجر الحياة على موقع كينوبويسك (الروسية)